# هنرستان عالی سلطنتی موسیقی مادرید
هنرستان عالی سلطنتی موسیقی مادرید (اسپانیایی: Real Conservatorio Superior de Música de Madrid‎) یک دانشکدهٔ موسیقی مشهور در شهر مادرید اسپانیاست.
این مرکز آموزشی موسیقی، در ۱۵ ژوئیه ۱۸۳۰ میلادی در پیِ یک فرمان سلطنتی بیان نهاده شد. از مدیران این مرکز می‌توان به میگل دل بارکو و آنسلمو ایگناسیو د لا کامپا دیاز اشاره کرد.
برخی دانش‌آموختگانِ نامدار این کنسرواتوار عبارتند از:
- ایساک آلبنیس
- ترسا برگانسا
- پابلو کاسالس
- مانوئل د فایا
- ماریا گالبانی
- ماریا خوزه مونتی‌یل
- خواکین تورینا
- خواکین آچوکارو